# Anoxia australis
Anoxia australis är en skalbaggsart som beskrevs av Gyllenhall 1817. Anoxia australis ingår i släktet Anoxia och familjen Melolonthidae. Inga underarter finns listade i Catalogue of Life.